# Pablo Sarabia
Pablo Sarabia García (phát âm tiếng Tây Ban Nha: [ˈpaβlo saˈɾaβja ɣaɾˈθi.a]; sinh ngày 11 tháng 5 năm 1992) là một cầu thủ bóng đá chuyên nghiệp người Tây Ban Nha chơi cho câu lạc bộ Wolverhampton Wanderers và Đội tuyển bóng đá quốc gia Tây Ban Nha. Chủ yếu là một tiền vệ tấn công, anh ấy cũng có thể chơi như một cầu thủ chạy cánh phải.
Sau khi chơi bóng đá trẻ với Real Madrid, anh tiếp tục đại diện cho Getafe và Sevilla ở La Liga, tổng cộng 232 trận đấu và 36 bàn thắng trong tám mùa. Năm 2019, anh ký hợp đồng với Paris Saint-Germain.

## Thống kê sự nghiệp

### Bàn thắng quốc tế
Tính đến ngày 12 tháng 6 năm 2022
| # | Ngày                 | Địa điểm                                           | Đối thủ      | Bàn thắng | Kết quả | Giải đấu                    |
| - | -------------------- | -------------------------------------------------- | ------------ | --------- | ------- | --------------------------- |
| 1 | 15 tháng 11 năm 2019 | Sân vận động Ramón de Carranza, Cádiz, Tây Ban Nha | Malta        | 4–0       | 7–0     | Vòng loại Euro 2020         |
| 2 | 23 tháng 6 năm 2021  | Sân vận động La Cartuja, Sevilla, Tây Ban Nha      | Slovakia     | 3–0       | 5–0     | Euro 2020                   |
| 3 | 28 tháng 6 năm 2021  | Sân vận động Parken, Copenhagen, Đan Mạch          | Croatia      | 1–1       | 5–3     | Euro 2020                   |
| 4 | 5 tháng 9 năm 2021   | Sân vận động Nuevo Vivero, Badajoz, Tây Ban Nha    | Gruzia       | 4–0       | 4–0     | Vòng loại World Cup 2022    |
| 5 | 11 tháng 11 năm 2021 | Sân vận động Olympic, Athens, Hy Lạp               | Hy Lạp       | 1–0       | 1–0     | Vòng loại World Cup 2022    |
| 6 | 29 tháng 3 năm 2022  | Sân vận động Riazor, A Coruña, Tây Ban Nha         | Iceland      | 4–0       | 5–0     | Giao hữu                    |
| 7 | 29 tháng 3 năm 2022  | Sân vận động Riazor, A Coruña, Tây Ban Nha         | Iceland      | 5–0       | 5–0     | Giao hữu                    |
| 8 | 9 tháng 6 năm 2022   | Stade de Genève, Geneva, Thụy Sĩ                   | Thụy Sĩ      | 1–0       | 1–0     | UEFA Nations League 2022–23 |
| 9 | 12 tháng 6 năm 2022  | Sân vận động La Rosaleda, Málaga, Tây Ban Nha      | Cộng hòa Séc | 2–0       | 2–0     | UEFA Nations League 2022–23 |